# Aratika
Aratika és un atol de les Tuamotu, a la Polinèsia Francesa. Depèn de la comuna associada de Kauehi, de la comuna de Fakarava. Està situat a l'oest de l'arxipèlag, a 48 km al nord de Fakarava i a 35 km al nord-oest de Kauehi.

## Geografia
La superfície total és de 10 km². L'atol té dos passos a la llacuna interior, un al nord i un altre al sud. La vila principal és Paparara, sense una població permanent. Disposa d'un aeròdrom privat.
| Manihi 119 km | Takapoto 88 km | Tikei 111 km |
| Apataki 68 km |                | Taiaro 88 km |
| Toau 49 km    | Fakarava 48 km | Kauehi 35 km |

## Història
Va ser descobert, el 1824 per Otto von Kotzebue. Es va pensar que era la mateixa Carlshof descrita per Jacob Roggeveen i va mantenir aquest nom. En realitat l'illa de Roggeveen era Tikei, i Aratika es va conèixer com a Carlshof de Kotzebue, o Carlshov.